# Jeffrey Archer
Jeffrey Howard Archer, Baron Archer of Weston-super-Mare, född 15 april 1940 i London, är en brittisk författare och tidigare politiker.

## Biografi
Jeffrey Archer föddes i London men växte huvudsakligen upp i Weston-super-Mare i Somerset. Han var parlamentsledamot 1969–1974 för Louth (i Lincolnshire) och ingick under Margaret Thatcher i konservativa partiets styrelse. 1992 utsågs han till livstidspär och fick därmed säte i överhuset. Den politiska karriären innehöll flera kontroverser och ledde 2001 till ett fängelsestraff för mened. 
Archer är därtill en av de mest framgångsrika brittiska författarna, med 320 miljoner böcker sålda. Många av hans romaner betecknas som politiska thrillers. Kane and Abel är hans största framgång hittills. Den filmatiserades och blev 1985 miniserie med Peter Strauss och Sam Neill i huvudrollerna. Romanen Sons of Fortune från 2003, fick i översättning den svenska titeln Blodsbröder och uppvisar i handlingen också likheter med musikalen Blodsbröder.

## Svenska översättningar
- Precis på öret (Not a penny more not a penny less) (översättning Cai Melin, Bonnier, 1976)
- Attentat mot Vita huset (Shall we tell the president?) (översättning Cai Melin, Bonnier, 1979). Ny utökad uppl., nyskrivna avsnitt översatta av Staffan Torsson, Bonnier, 1988
- Rivalerna (Kane and Abel) (översättning Staffan Andræ, Bonnier, 1980)
- Vägen till stjärnorna (The prodigal daughter) (översättning Staffan Andræ, Bonnier, 1983)
- Det stora spelet (First among equals) (översättning Staffan Andræ, Bonnier, 1985)
- Bara för en natt: fyra noveller (översättning Staffan Andræ, Damernas värld, 1985)
- Fullträffar (A quiver full of arrows) (översättning Staffan Andræ, Bonnier, 1986)
- Till varje pris (A matter of honour) (översättning Staffan Andræ, Bonnier, 1987)
- Det perfekta mordet och andra historier (A twist in the tale) (översättning Staffan Andræ, Bonnier, 1989)
- Fågelvägen (As the crow flies) (översättning Sam J. Lundwall, Bonnier, 1992)
- Tjuvars heder (Honour among thieves) (översättning Nille Lindgren, Bonnier, 1995)
- Fula fiskar (Twelve red herrings) (översättning Sam J. Lundwall, Bonnier, 1996)
- Kungarnas krig (The fourth estate) (översättning Nils Larsson, Bonnier, 1998)
- Elfte budet: du skall icke låta dig fångas (The eleventh commandment) (översättning Nils Larsson, Bonnier, 2000)
- Blodsbröder (Sons of fortune) (översättning Anders Bellis, B. Wahlström, 2004)
- Dolt motiv (False impression) (översättning Ingegerd Thungström, B. Wahlström, 2006)
- Skurkar, skrönor och andra rövarhistorier (Cat o'nine tales and other stories) (översättning Ingegerd Thungström, Damm, 2008)
- Dömd till fängelse (A prisoner of birth) (översättning Ingegerd Thungström, Damm, 2009)
- Drömmen om Everest (Paths of glory) (översättning Ingegerd Thungström, Damm, 2010)
- Harrys sång: en familjesaga (Only time will tell) (översättning Ingegerd Thungström, Damm, 2012)
- En faders synder (The sins of the father) (översättning Ingegerd Thungström, Damm, 2013)
- Välbevarade hemligheter (Best kept secret) (översättning Ingegerd Thungström, Damm, 2014)
- Våghalsiga planer (Be Careful What You Wish For) (översättning Ingegerd Thungström, Massolit, 2015)